# Data aroa
Data aroa là một loài bướm đêm trong họ Noctuidae.